# Selaginella kivuensis
Selaginella kivuensis är en mosslummerväxtart som beskrevs av Bizzarri. Selaginella kivuensis ingår i släktet mosslumrar, och familjen mosslummerväxter. Inga underarter finns listade i Catalogue of Life.